# 高雄国際空港
高雄国際空港（たかおこくさいくうこう、英語:Kaohsiung International Airport ）は、台湾南部の高雄市小港区に位置する国際空港である。

## 概要
台湾の地勢的、経済的な理由から香港、東南アジア方面への多数の国際便が主体であるが、日本や韓国行きの便も運航されている。
現在地から南方へ新空港を建設し移転する計画があるが、台湾高速鉄道の開通により台北との国内線が減便されているため、具体的な工程表作成に至っていない。
高雄捷運が開業し、高雄市内と空港地下が直結されている。

## 歴史
- 1942年（昭和17年）：旧日本陸軍の「小港飛行場」として開設。なお、これと別には旧日本海軍が「高雄飛行場」を開設している（現在空軍士官学校がある空軍岡山基地）[1][2]。
- 1965年（民国54年） : 空軍から民用航空局に移管、民間空港の高雄空港（高雄航空站）として開港[3]。
- 1969年（民国58年） : 国際線就航[3]。
- 1972年（民国61年）：国際定期便就航[3]。
- 1981年（民国70年）7月15日：日本アジア航空（2008年にJALが吸収合併）、東京/成田 - 台北/中正（現・桃園） - 高雄線開設、当空港へ乗り入れ[4]。
- 2005年（民国94年）10月30日：日本アジア航空、東京-高雄線の台北経由を取りやめ、直行便に変更[5]。
- 2021年（民国110年）6月26日：日本航空、この日の乗り入れを最後に当空港への路線を廃止。

## 就航航空会社と就航都市
2020年以降、新型コロナウイルス感染症の影響により、多くの定期便が運休、減便、経路変更となっている。
1981年に新東京国際空港（成田国際空港）から台北（桃園）経由で日本アジア航空が乗り入れており、一時期は関西国際空港からの乗り入れもあった。2005年冬スケジュールからは1日1往復の直行便がボーイング767-300/300ER型機で運航となった。親会社の日本航空に引き継がれ、同社が2010年の経営破綻で国際線を4割の規模に縮小した際も運航を続けてきた。しかしながら、新型コロナウイルス感染症の影響で土曜のみ週1便の運航となり、2021年7月からは成田からの釜山便と同様に運休となった。格安航空会社（LCC）との競合で低収益となっていたため、この2路線のみが機材数削減による削減対象となった。空港・貨物・営業の事務所を閉鎖し、成田・関西からのチャイナエアラインの路線にコードシェア便という形で乗り入れるのみとなっている。
| 航空会社                     | 就航地 | ターミナル |
| ---------------------------- | --- | ---------- |
| チャイナエアライン           | 上海浦東、深圳、厦門、香港、東京/成田、大阪/関西、福岡、熊本、那覇、ソウル/仁川、ソウル/金浦、バンコク/スワンナプーム、マニラ、シンガポール | 国際       |
| エバー航空                   | 上海浦東、マカオ、香港、東京/成田、大阪/関西、福岡、ソウル/仁川                                                                             | 国際       |
| タイガーエア台湾             | 東京/成田、大阪/関西、名古屋/中部、福岡、札幌/新千歳、仙台、茨城、那覇、ソウル/金浦、マカオ、ダナン                                         | 国際       |
| マンダリン航空               | 廈門 | 国際       |
| マンダリン航空               | 金門、澎湖、花蓮 | 国内       |
| ユニー航空                   | 金門、澎湖 | 国内       |
| 徳安航空                     | 七美、望安 | 国内       |
| エアアジア                   | クアラルンプール | 国際       |
| バティック・エア・マレーシア | クアラルンプール | 国際       |
| エアプサン                   | 釜山 | 国際       |
| ティーウェイ航空             | ソウル/仁川、ソウル/金浦 | 国際       |
| チェジュ航空                 | ソウル/金浦、釜山(2025年10月3日より運航再開予定)                                                                                            | 国際       |
| ベトジェットエア             | ハノイ、ホーチミン | 国際       |
| ベトナム航空                 | ハノイ、ホーチミン | 国際       |
| バンブー・エアウェイズ       | ダナン | 国際       |
| キャセイパシフィック航空     | 香港 | 国際       |
| 香港エクスプレス航空         | 香港 | 国際       |
| 中国東方航空                 | 南京、武漢 | 国際       |
| 吉祥航空                     | 上海浦東 | 国際       |
| 廈門航空                     | 廈門、福州 | 国際       |
| マカオ航空                   | マカオ | 国際       |
| ジェットスター・ジャパン     | 東京/成田(2025年冬ダイヤより就航開始予定)                                                                                                   | 国際       |
| Peach                        | 大阪/関西 | 国際       |
| フィリピン・エアアジア       | マニラ | 国際       |
| セブ・パシフィック航空       | マニラ | 国際       |
| タイ国際航空                 | バンコク/スワンナプーム | 国際       |
| タイ・エアアジア             | 東京/成田、バンコク/ドンムアン | 国際       |
| タイ・ライオン・エア         | 札幌/新千歳(2025年12月1日より運航開始予定)、沖縄/那覇、バンコク/ドンムアン                                                                  | 国際       |
| ユナイテッド航空             | 東京/成田 | 国際       |

2025年8月現在

### 就航都市
- 台湾
  - 金門、澎湖、花蓮、七美、望安
- 中国
  - 上海、深圳、厦門、南京、武漢、福州
- 香港
- マカオ
- 韓国
  - ソウル、釜山
- 日本
  - 東京、大阪、名古屋、札幌、仙台、茨城、岡山、福岡、熊本、那覇
- フィリピン
  - マニラ
- ベトナム
  - ハノイ、ホーチミン、ダナン
- マレーシア
  - クアラルンプール
- タイ
  - バンコク

## ギャラリー

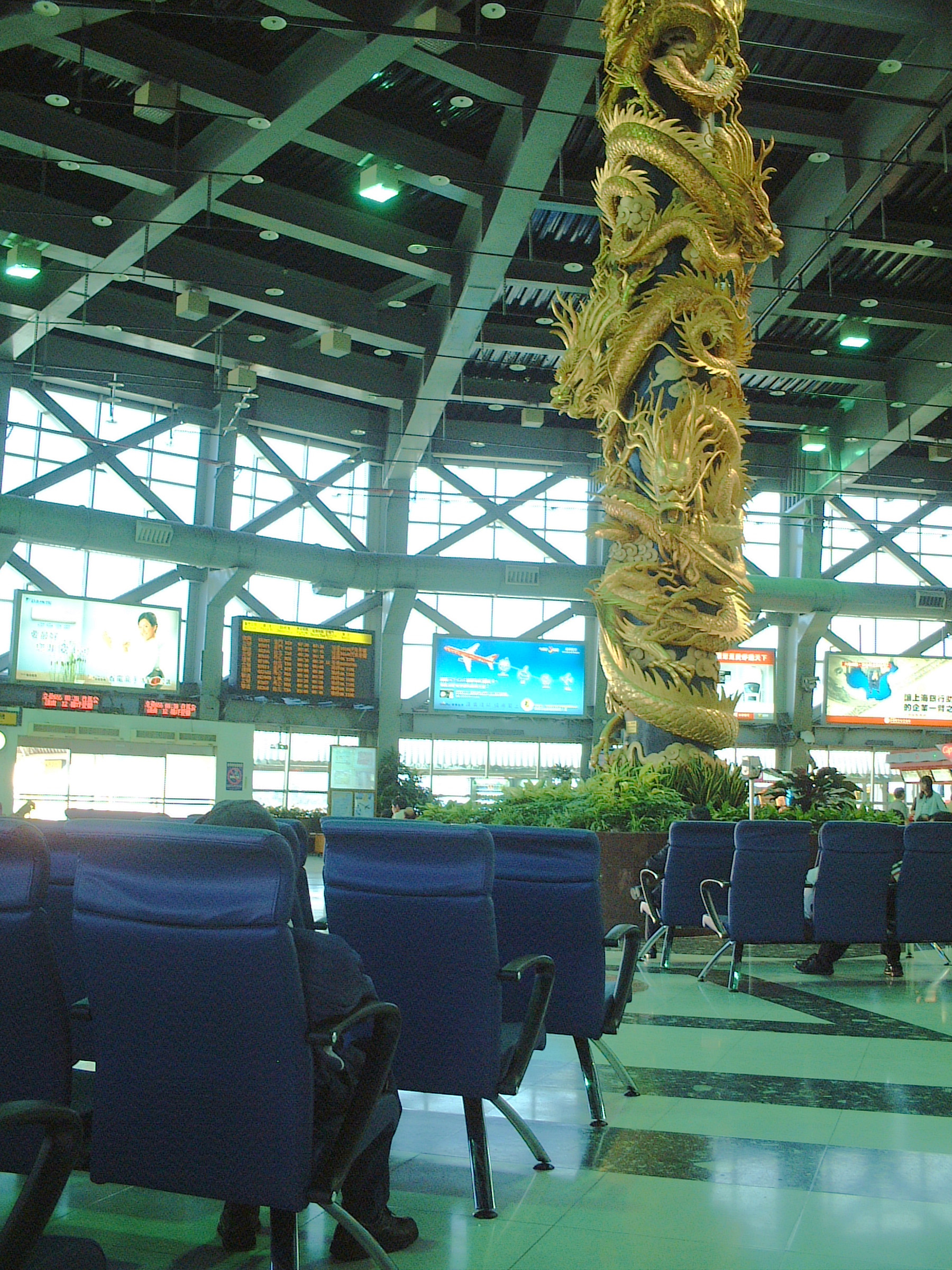
国内線搭乗口
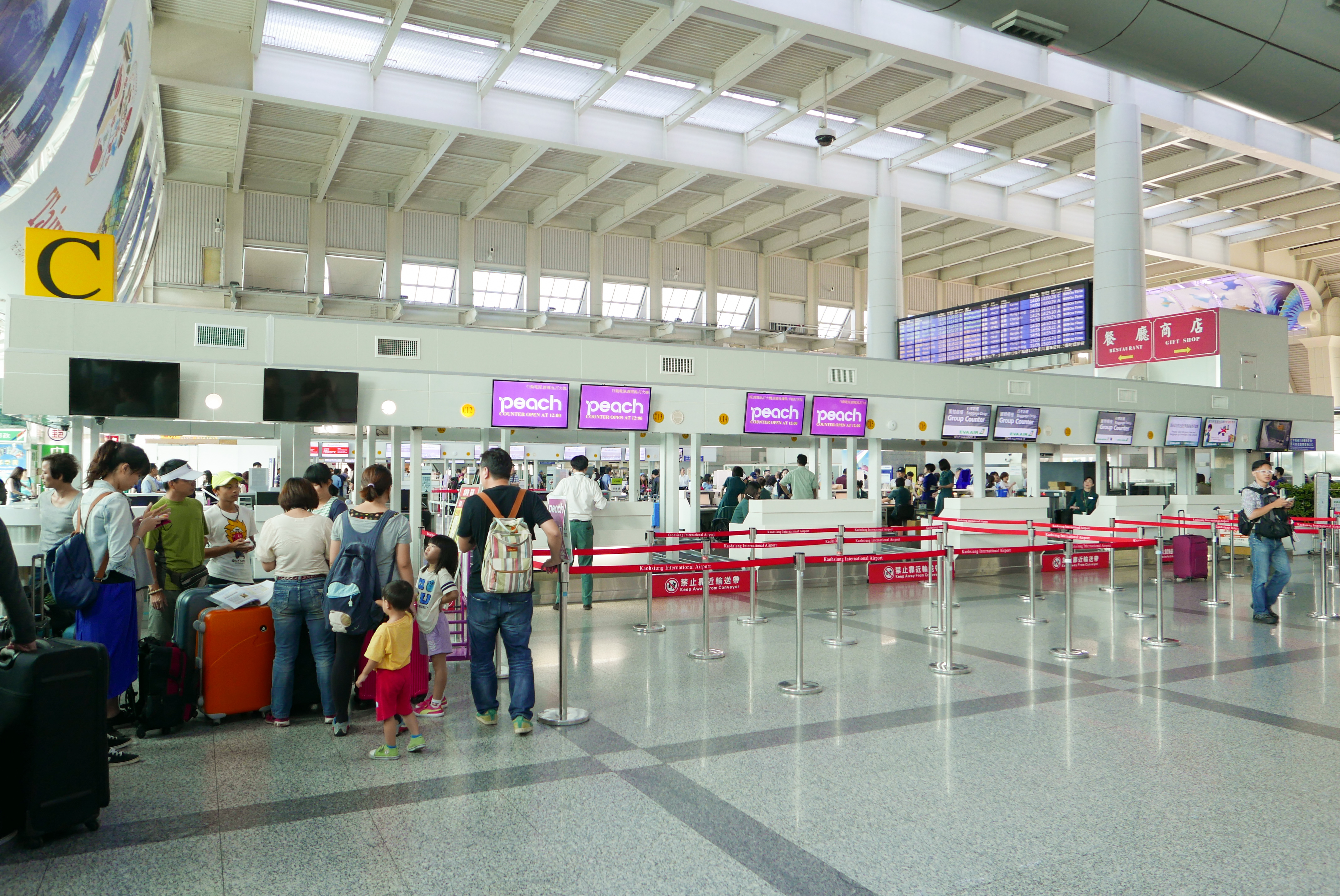
国際線チェックインカウンター
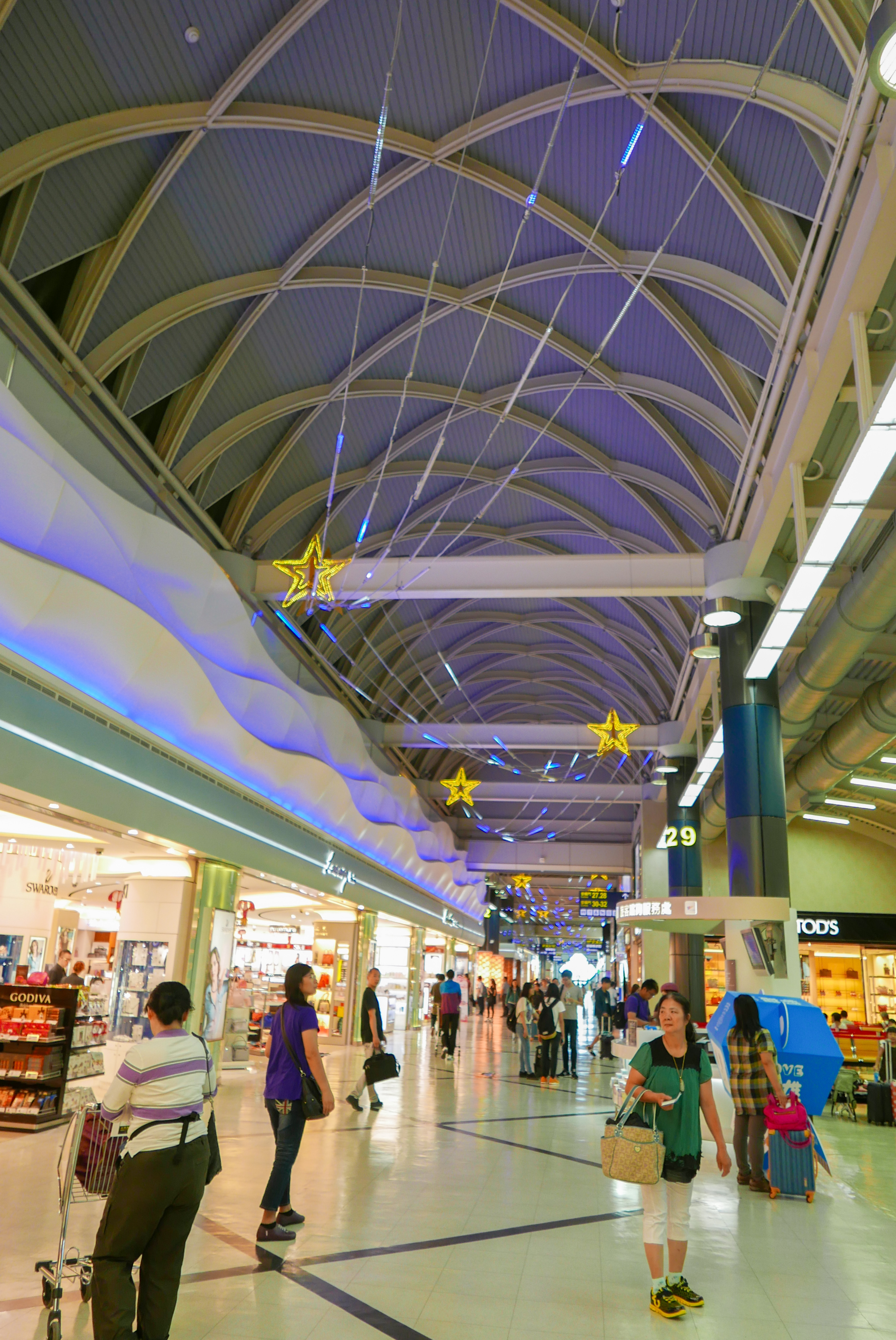
国際線搭乗口・免税店通路
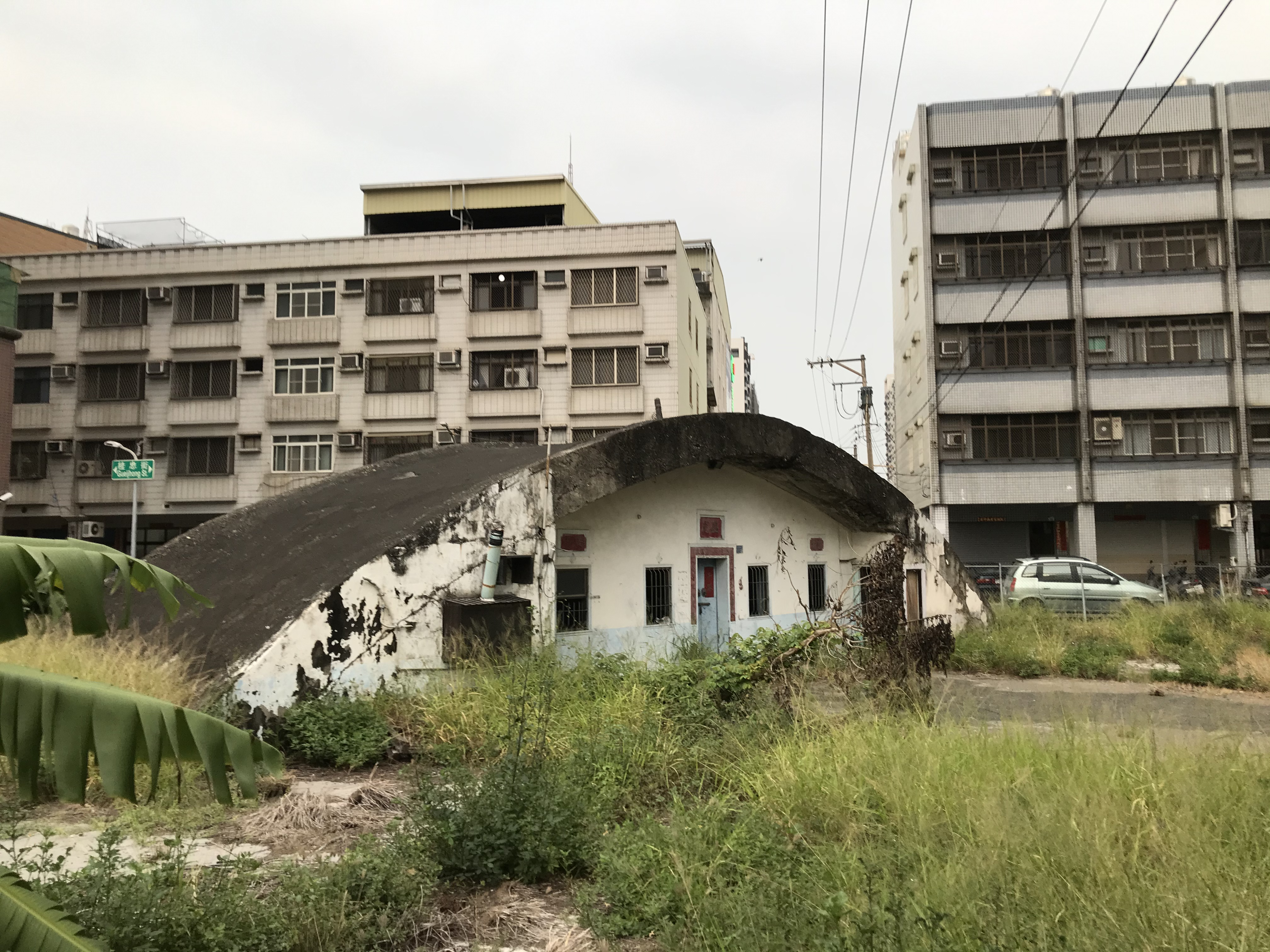
市街地に残る、旧日本陸軍の掩体壕を転用した家屋。第二次世界大戦後、中華民国空軍が接収。

## アクセス

### 鉄道
- 高雄捷運紅線 : 小港方面と、高雄、左営、橋頭方面
  - 高雄国際機場駅

### バス

#### 市内バス
- 最寄バス停：高雄市バス 高雄公園(捷運高雄國際機場站)
  - 12A系統
  - 12B系統
  - 12C系統
  - 紅3A系統
  - 紅3B系統
  - 紅3C系統
  - 紅3E系統
  - 紅3F系統

#### 公路客運(中距離路線バス)
- 最寄バス停：小港機場
  - 9117系統（高雄駅 - 空港 - 墾丁）
  - 臨918（空港 - 台88線経由 - 潮州駅 - 枋寮駅前 - 墾丁）
  - 1772系統（高雄駅 - 空港 - 枋寮駅前）
  - 111系統（空港 - 台南BT - 小西門）
  - タクシー(計程車)